# Campeonato Europeo de Voleibol Femenino Sub-18 de 2013
La X edición del Campeonato Europeo de Voleibol Femenino Sub-18 se llevó a cabo en Serbia y Montenegro del 30 al 7 de abril. Los equipos nacionales compitieron por seis cupos para el Campeonato Mundial de Voleibol Femenino Sub-18 de 2013 a realizarse en Tailandia.

## Grupos
| Grupo A         | Grupo B      |
| --------------- | ------------ |
| Eslovenia       | Alemania     |
| Grecia          | Francia      |
| Italia          | Países Bajos |
| Montenegro      | Rusia        |
| Polonia         | Serbia       |
| República Checa | Turquía      |

## Primera fase

### Clasificación
| Pos | Equipo          | PJ | PG | PP | SG | SP | PTS |
| --- | --------------- | -- | -- | -- | -- | -- | --- |
| 1   | Italia          | 5  | 5  | 0  | 15 | 2  | 14  |
| 2   | Polonia         | 5  | 3  | 2  | 12 | 10 | 9   |
| 3   | Grecia          | 5  | 3  | 2  | 10 | 10 | 8   |
| 4   | Eslovenia       | 5  | 2  | 3  | 10 | 10 | 8   |
| 5   | República Checa | 5  | 2  | 3  | 8  | 11 | 6   |
| 6   | Montenegro      | 5  | 0  | 5  | 3  | 15 | 0   |

#### Resultados
| Fecha    | Encuentro                    | Resultado | Set   | Set   | Set   | Set   | Set   | Puntuación total |
| Fecha    | Encuentro                    | Resultado | 1     | 2     | 3     | 4     | 5     | Puntuación total |
| -------- | ---------------------------- | --------- | ----- | ----- | ----- | ----- | ----- | ---------------- |
| 30-03-13 | Polonia - Eslovenia          | 3-2       | 25-19 | 12-25 | 22-25 | 25-20 | 15-12 | 99-101           |
| 30-03-13 | Italia - Grecia              | 3-0       | 25-21 | 25-19 | 25-22 |       |       | 75-62            |
| 30-03-13 | Montenegro - República Checa | 1-3       | 17-25 | 25-15 | 13-25 | 25-27 |       | 80-92            |
| 31-03-13 | Polonia - Italia             | 2-3       | 27-25 | 25-16 | 16-25 | 23-25 | 06-15 | 97-106           |
| 31-03-13 | Eslovenia - República Checa  | 3-1       | 19-25 | 25-13 | 25-13 | 26-24 |       | 95-75            |
| 31-03-13 | Grecia - Montenegro          | 3-1       | 25-23 | 14-25 | 25-20 | 25-10 |       | 89-78            |
| 01-04-13 | Italia - Eslovenia           | 3-0       | 25-11 | 25-14 | 25-20 |       |       | 75-45            |
| 01-04-13 | República Checa - Grecia     | 3-1       | 25-21 | 20-25 | 29-27 | 26-24 |       | 100-97           |
| 01-04-13 | Montenegro - Polonia         | 1-3       | 20-25 | 14-25 | 25-22 | 13-25 |       | 72-97            |
| 02-04-13 | Eslovenia - Grecia           | 2-3       | 25-20 | 25-14 | 15-25 | 18-25 | 10-15 | 93-99            |
| 02-04-13 | Polonia - República Checa    | 3-1       | 23-25 | 25-13 | 25-18 | 27-25 |       | 100-81           |
| 02-04-13 | Italia - Montenegro          | 3-0       | 25-10 | 25-15 | 25-09 |       |       | 75-34            |
| 03-04-13 | Grecia - Polonia             | 3-1       | 27-25 | 26-28 | 09-25 | 25-21 |       | 89-97            |
| 03-04-13 | República Checa - Italia     | 0-3       | 16-25 | 19-25 | 17-25 |       |       | 52-75            |
| 03-04-13 | Montenegro - Eslovenia       | 0-3       | 07-25 | 09-25 | 09-25 |       |       | 25-75            |

### Clasificación
| Pos | Equipo       | PJ | PG | PP | SG | SP | PTS |
| --- | ------------ | -- | -- | -- | -- | -- | --- |
| 1   | Turquía      | 5  | 5  | 0  | 15 | 3  | 15  |
| 2   | Serbia       | 5  | 3  | 2  | 11 | 8  | 10  |
| 3   | Alemania     | 5  | 3  | 2  | 11 | 11 | 7   |
| 4   | Rusia        | 5  | 2  | 3  | 10 | 11 | 7   |
| 5   | Países Bajos | 5  | 2  | 3  | 8  | 11 | 6   |
| 6   | Francia      | 5  | 0  | 5  | 4  | 15 | 0   |

#### Resultados
| Fecha    | Encuentro               | Resultado | Set   | Set   | Set   | Set   | Set   | Puntuación total |
| Fecha    | Encuentro               | Resultado | 1     | 2     | 3     | 4     | 5     | Puntuación total |
| -------- | ----------------------- | --------- | ----- | ----- | ----- | ----- | ----- | ---------------- |
| 29-03-13 | Rusia - Alemania        | 2-3       | 23-25 | 23-25 | 28-26 | 25-20 | 10-15 | 109-111          |
| 29-03-13 | Turquía - Francia       | 3-1       | 25-22 | 18-25 | 25-21 | 25-22 |       | 93-90            |
| 30-03-13 | Serbia - Países Bajos   | 3-1       | 18-25 | 25-12 | 25-22 | 25-11 |       | 93-70            |
| 30-03-13 | Rusia - Turquía         | 1-3       | 13-25 | 25-21 | 18-25 | 20-25 |       | 76-96            |
| 30-03-13 | Países Bajos - Alemania | 3-1       | 25-20 | 25-21 | 19-25 | 25-23 |       | 94-89            |
| 30-03-13 | Francia - Serbia        | 0-3       | 15-25 | 22-25 | 22-25 |       |       | 59-75            |
| 31-03-13 | Turquía - Alemania      | 3-1       | 23-25 | 25-23 | 25-15 | 25-21 |       | 98-84            |
| 31-03-13 | Países Bajos - Francia  | 3-1       | 25-18 | 23-25 | 25-21 | 25-20 |       | 98-84            |
| 31-03-13 | Serbia - Rusia          | 1-3       | 22-25 | 25-19 | 25-14 | 25-22 |       | 97-80            |
| 02-04-13 | Alemania - Francia      | 3-1       | 28-26 | 25-19 | 22-25 | 25-13 |       | 100-83           |
| 02-04-13 | Rusia - Países Bajos    | 3-1       | 18-25 | 25-19 | 25-18 | 25-14 |       | 93-76            |
| 02-04-13 | Turquía - Serbia        | 3-0       | 25-18 | 25-19 | 25-23 |       |       | 75-60            |
| 03-04-13 | Francia - Rusia         | 1-3       | 25-20 | 17-25 | 15-25 | 19-25 |       | 76-95            |
| 03-04-13 | Países Bajos - Turquía  | 0-3       | 17-25 | 23-25 | 15-25 |       |       | 55-75            |
| 03-04-13 | Serbia - Alemania       | 2-3       | 18-25 | 12-25 | 26-24 | 27-25 | 07-15 | 90-114           |

## Fase final

### Final 1° y 3° puesto
|  | Semifinales | Semifinales |   |         | Final     | Final |  |
|  |             |             |   |         |           |       |  |
|  |             |             |   |         |           |       |  |
|  |             |             |   |         |           |       |  |
|  | Serbia      | 1           |   |         |           |       |  |
|  | Italia      | 3           |   |         |           |       |  |
|  |             |             |   |         |           |       |  |
|  |             |             |   |         |           |       |  |
|  |             |             |   |         | Polonia   | 3     |  |
|  |             | Italia      | 2 |         |           |       |  |
|  |             |             |   |         |           |       |  |
|  |             |             |   |         |           |       |  |
|  |             |             |   |         | 3º puesto |       |  |
|  |             |             |   |         |           |       |  |
|  | Turquía     | 3           |   | Turquía | 3         |       |  |
|  | Polonia     | 2           |   |         | Serbia    | 0     |  |

### Resultados
| Fase      | Fecha    | Encuentro         | Resultado | Set   | Set   | Set   | Set   | Set   | Puntuación total |
| Fase      | Fecha    | Encuentro         | Resultado | 1     | 2     | 3     | 4     | 5     | Puntuación total |
| --------- | -------- | ----------------- | --------- | ----- | ----- | ----- | ----- | ----- | ---------------- |
| Semifinal | 06-04-13 | Serbia - Italia   | 1-3       | 21-25 | 25-18 | 20-25 | 13-25 |       | 79-93            |
| Semifinal | 06-04-13 | Polonia - Turquía | 3-2       | 25-23 | 25-17 | 19-25 | 21-25 | 15-11 | 105-101          |
| 3° lugar  | 07-04-13 | Turquía - Serbia  | 3-0       | 25-22 | 25-23 | 25-15 |       |       | 75-60            |
| Final     | 07-04-13 | Polonia - Italia  | 3-2       | 21-25 | 17-25 | 25-19 | 27-25 | 18-16 | 108-110          |

### Final 5° y 7° puesto
|  | Semifinales | Semifinales |   |          | 5° puesto | 5° puesto |  |
|  |             |             |   |          |           |           |  |
|  |             |             |   |          |           |           |  |
|  |             |             |   |          |           |           |  |
|  | Grecia      | 3           |   |          |           |           |  |
|  | Rusia       | 0           |   |          |           |           |  |
|  |             |             |   |          |           |           |  |
|  |             |             |   |          |           |           |  |
|  |             |             |   |          | Eslovenia | 2         |  |
|  |             | Grecia      | 3 |          |           |           |  |
|  |             |             |   |          |           |           |  |
|  |             |             |   |          |           |           |  |
|  |             |             |   |          | 7º puesto |           |  |
|  |             |             |   |          |           |           |  |
|  | Alemania    | 1           |   | Alemania | 3         |           |  |
|  | Eslovenia   | 3           |   |          | Rusia     | 2         |  |

### Resultados
| Fase     | Fecha    | Encuentro            | Resultado | Set   | Set   | Set   | Set   | Set   | Puntuación total |
| Fase     | Fecha    | Encuentro            | Resultado | 1     | 2     | 3     | 4     | 5     | Puntuación total |
| -------- | -------- | -------------------- | --------- | ----- | ----- | ----- | ----- | ----- | ---------------- |
| 5-8      | 06-04-13 | Grecia - Rusia       | 3-0       | 25-21 | 25-21 | 25-21 |       |       | 75-63            |
| 5-8      | 06-04-13 | Alemania - Eslovenia | 1-3       | 19-25 | 25-16 | 18-25 | 15-25 |       | 77-91            |
| 7° lugar | 07-04-13 | Rusia - Alemania     | 2-3       | 24-26 | 23-25 | 25-22 | 25-22 | 09-15 | 106-110          |
| 5° lugar | 07-04-13 | Grecia - Eslovenia   | 3-2       | 25-21 | 25-17 | 24-26 | 17-25 | 15-10 | 106-99           |

## Clasificación final
| Pos | Equipo          |
| --- | --------------- |
| 1   | Polonia         |
| 2   | Italia          |
| 3   | Turquía         |
| 4   | Serbia          |
| 5   | Grecia          |
| 6   | Eslovenia       |
| 7   | Alemania        |
| 8   | Rusia           |
| 9   | Países Bajos    |
| 10  | República Checa |
| 11  | Francia         |
| 12  | Montenegro      |

## Distinciones individuales
| Distinción      | Nombre              | Equipo    |
| --------------- | ------------------- | --------- |
| MVP             | Anastasia Guerra    | Italia    |
| Mejor Anotadora | Anthi Vasilantonaki | Grecia    |
| Mejor Ataque    | Pelin Aroguz        | Turquía   |
| Mejor Bloqueo   | Hande Baladin       | Turquía   |
| Mejor Servicio  | Maja Aleksic        | Serbia    |
| Mejor Armadora  | Eva Mori            | Eslovenia |
| Mejor Recepción | Pola Nowakowska     | Polonia   |
| Mejor Líbero    | Marianna Maggipinto | Italia    |

| Predecesor: Turquía 2011 | Campeonato Europeo de Voleibol Femenino Sub-18 Serbia/Montenegro 2013 | Sucesor: No se ha anunciado |